# فیروزآباد (سلسله)
فیروزآباد شهری در استان لرستان در غرب ایران است. این شهر مرکز بخش فیروزآباد از توابع شهرستان سلسله می‌باشد. جمعیت این شهر در سال ۱۳۹۵، برابر با ۳٬۳۹۵ نفر بوده‌است.شهر فیروزآباد یکی از شاهراه های اصلی و قدیمی استان لرستان می باشد. به طوری که گفته می شود هنگامی که در زمان های گذشته داد و ستد در این منطقه وجود داشته است شهر های اطراف وجود نداشته اند اما به دلیل اینکه صاحبان املاک در این شهر حاضر به فروش زمین برای پیشرفت نشده اند متاسفانه شهر فیروزآباد پیشرفت زیادی نکرده است